# Doxa

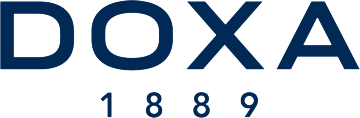
Logo marki DOXA

Doxa – marka szwajcarskich zegarków założona przez George Ducommuna w 1889 w Neuchâtel.

## Historia DOXA

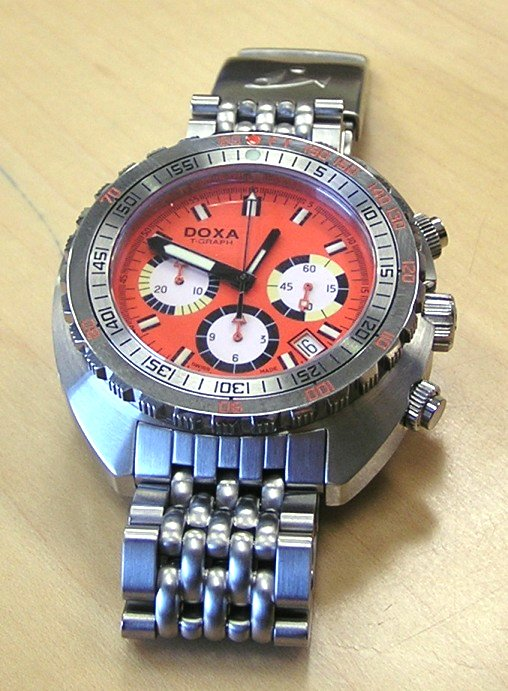
Sub600 T-Graph

### Początki DOXA
Georges Ducommun (1868-1936), założyciel marki, urodził się w Le Locle w ubogiej, wielodzietnej rodzinie. W wieku 12 lat rozpoczął nauki zawodu w warsztacie zajmującym się produkcją części do zegarków.
W 1889 otworzył w Le Locle przedsiębiorstwo pod nazwą „Georges Ducommun, Fabriques Doxa”. Początkowo warsztat zajmował się głównie naprawą, jednak z biegiem czasu działalność firmy zaczęła ewoluować w kierunku projektowania i montażu nowych zegarków kieszonkowych, a później naręcznych. Doskonałej jakości zegarki kieszonkowe projektu Ducommuna szybko zdobyły popularność i renomę w kraju, jak i jego za granicami.
W 1905 roku Georges Ducommun został wybrany członkiem jury Wystawy Światowej w Liège. Na tej samej wystawie marka zdobyła nagrodę w kategorii „non-competitive”
Rok później antymagnetyczny zegarek kieszonkowy DOXA zdobył złoty medal na „Exposition Internationale” w Mediolanie we Włoszech za wybitne wzornictwo i kunszt wykonania.

### Opatentowanie DOXA 8-Day
Inspirowany postępem motoryzacyjnym i lotniczym G. Ducommun zaprojektował innowacyjny mechanizm zegarka z 8-dniową z rezerwą chodu dedykowany specjalnie do desek rozdzielczych samochodów: DOXA 8-Day. Mechanizm, opatentowany w 1907 roku, montowany był w deskach rozdzielczych samochodów, w kabinach samolotów i w łodziach podwodnych.
W 1921 roku DOXA została dostawcą BUGATTI. Mechanizm DOXA 8-Day został umieszczony w desce rozdzielczej kultowego modelu Bugatti Type 35 produkowanego w latach 1924–1931.
W 1910 słowo DOXA została zarejestrowana jako nazwa marki, a nazwa fabryki została zmieniona na „Doxa Watch Factory”. Termin ‘doxa’ (strgr.δόξα) w nowożytnym języku greckim tłumaczony był jako „sława, chwała lub duma”.

### Rozwój marki DOXA w latach 1918–1939
Na lata 1918–1939 przypadał dynamiczny rozwój firmy. Fabryka DOXA zatrudniała kilkuset pracowników. W portfolio marki oprócz zegarków kieszonkowych pojawiają się zegarki biżuteryjne, pierścieniowe i zegarki z alarmem. DOXA produkuje również zegarki z chronografem: hermetyczne, wodoodporne, antymagnetyczne, a nawet wstrząsoodporne.
W 1936 w wieku 68 lat zmarł G. Ducommun. Przedsiębiorstwo przejął jego zięć Jacques Nardin, wnuk Ulysse’a Nardina, słynnego zegarmistrza Le Locle.
W 1944 fabryka została przemianowana na „Doxa Manufacture des Montres”. W tym samym roku DOXA zaprezentowała zegarek na rękę ze specjalną wskazówką jako datownikiem.

### DOXA Grafic i lata 50. XX wieku
W 1957 marka prezentuje nową serię zegarków, która inspirowana była popularnym wówczas eleganckim i prostym stylem Bauhaus – DOXA Grafic. Zegarki wyróżniały się dużą kwadratową kopertą i promieniście rozchodzącymi się indeksami na tarczy. W 1958 roku jeden z modeli z serii DOXA Grafic został wyróżniony w kategorii „Moda” na Międzynarodowych Targach Zegarków w Besançon.

### Powstanie zegarka DOXA SUB
W 1967 roku na rynek trafił zegarek na rękę dla nurków DOXA SUB. Przy projekcie zegarka pracowali zawodowi nurkowie i przedstawiciele wojska m.in. profesjonalny nurek Claude Wesly, legendarny Jacques-Yves Cousteau znany m.in. podwodnych projektów Précontinent I, II i III i przedstawiciele US Navy (Amerykańskiej Marynarki Wojennej).
Zegarek DOXA SUB 300T wyróżniał się wodoszczelnością na poziomie 30 atm. Wyposażono go w dwie ważne innowacje: pomarańczową tarczę, która poprawiała czytelność pod wodą oraz obrotową lunetę wskazującą pozostały czas nurkowania.
W 1969 roku DOXA zaprezentowała DOXA SUB 600T Conquistador z opatentowanym przez DOXA zaworem helowym.
W latach 1969–1979 DOXA SUB była oficjalnym zegarkiem elitarnej jednostki płetwonurków szwajcarskiej armii.

### DOXA i kryzys kwarcowy (1970-1980)
Po wejściu na rynek konkurencyjnych cenowo zegarków kwarcowych firma DOXA znalazła się na skraju bankructwa. W 1968 roku weszła w skład grupy SYNCHRON S.A. zrzeszającej m.in. takie manufaktury jak Cyma, Ernest Borel, Girard Perregaux czy Eberhard & Co. W 1978 roku podupadający brand został przejęty przez Aubry Freres Company. Ostatecznie zegarki DOXA przestały być produkowane w 1980 roku.

### Współczesność
W 1997 DOXA została wykupiona przez rodzinę Jenny, działającą w branży zegarmistrzowskiej od czterech pokoleń. Siedziba została przeniesiona do Bienne w Szwajcarii. Dyrektorem generalnym firmy został Romeo F. Jenny. Pod nowymi rządami DOXA odbudowała prestiż i renomę marki.
W 2002 firma uruchomiła ponownie produkcję kultowej linii SUB 300T. W 2007 roku, z okazji 50. rocznicy powstania serii, na rynku pojawiły się odświeżone modele DOXA Grafic.
W 2014 roku z okazji 120-lecia powstania marki i w hołdzie dla Georgesa Ducommuna DOXA zaprezentowała limitowaną edycję (125 sztuk) zegarka DOXA 8 Days Manufacture bazującą na oryginalnym manufakturowym mechanizmie z 8-dniową rezerwą chodu.
W tym samym roku pojawiła się też limitowana edycja (500 sztuk) – GrandeMetre Blue Planet® GMT 125th Anniversary Edition z komplikacją czasu światowego i wyjątkowo tarczą z rzadkiego awenturynu.
W 2014 DOXA wzięła udział w podwodnej misji 31 Fabiena Cousteau, której ustanowienie nowego rekordu zanurzenia człowieka. W tym samym czasie na rynku pojawiła się również limitowana edycja DOXA Mission 31 SUB (331 sztuk) w kopercie z tytanu z klasą wodoszczelności na poziomie 100 atm.

## Innowacje DOXA
- Pierwszy mechanizm z 8-dniową rezerwą chodu: DOXA 8-Day. (1908 r.)
- Pierwszy komercyjny zegarek nurkowy SUB 300T (1967r.)
- Pierwszy zegarek z obrotową lunetą i opatentowaną skalą dekompresji SUB 300T (1967 r.)
- Pierwszy zegarek do nurkowania wyposażony w zawór spustowy helu – SUB 300T Conquistador (1969 r.). DOXA, we współpracy z Rolex, jako pierwsza opracowała i wprowadziła ten system do swoich zegarków nurkowych. Rolex zastosował zawór w zegarku Sea-Dweller w 1971 roku.

## Zegarki DOXA w popkulturze
- Jacques-Yves Cousteau był często widywany z DOXA SUB300T Sharkhunter,
- Robert Redford miał SUB600T Sharkhunter na nadgarstku w filmie „Trzy dni Kondora” z 1975 roku[16]
- Zegarek Doxa Sub 300T z pomarańczową tarczą nosi Dirk Pitt – bohater cyklu powieści Clive’a Cusslera[17]
- Matthew McConaughey, który gra Pitta w filmie „Sahara” z 2005 roku nosił na ręku DOXA SUB600T Professional[18].
- Zegarek DOXA pojawia się również w polskim serialu „Wataha”. W sezonie 3 Wiktor Rebrow (grany przez Leszka Lichotę) znajduje zegarek marki DOXA w pudle z pamiątkami po ojcu.

## Materiały źródłowe
- Oficjalna strona marki DOXA
- Historia marki DOXA
- Claude-Alain Künzi, 120 Years DOXA, 1889-2009, Editions Virages 2009